# JAS 39 Грипен
  39 Грипен (енгл. griffin) је вишенаменски једномоторни борбени авион четврте генерације, с могућношћу даљег развоја (4+). Производи га шведска компанија Саб (швед. Saab). Назив JAS му наглашава вишенаменску улогу. То су почетна слова од шведских речи: jagt, attak, spaning, што значи ловац, јуришник и извиђач. Развијен је и производи се као резултат доследне шведске стратегије вишегодишњег ослонца на властити развој и производњу борбених авиона. Без обзира што су развој пратиле значајне тешкоће, Швеђани су истрајали до краја, и не само да су обезбедили своме ваздухопловству квалитетан борбени авион, него су га понудили и на иностраном тржишту. „Грипен“ замењује старије авионе Саб 35 дракен и 37 вигген, у шведском ваздухопловству. Концепционо се заснива на аеродинамичкој конфигурацији делта крило спрегнуто с канардом, пројектованом релаксираном уздужном статичком стабилношћу, на основу примене електричних команди лета (енгл. fly-by-wire control systems). Покреће га двопроточни турбомлазни мотор Волво РМ12, а постиже максималну брзину адекватну Маховом броју 2. Касније је авион модификован за НАТО стандарде, са могућношћу пуњења горивом у лету.
Шведска влада је 1979. године почела развојне студије за вишенаменски авион, респективан као ловац, за подршку и за извиђачке задатке. Саб је конципирао нови пројекат и развио га у авион JAS 39 Грипен, чији је први прототип полетео 1988. године, након два удеса, током прототипског развоја и развојних испитивања. Разлози су били у скривеним грешкама у софтверу електричних команди лета. „Грипен“ је уведен у оперативну употребу шведског ваздухопловства у 1997. години. Надограђене варијанте, које се заснивају на интеграцији напредније опреме, повећању аутономије лета и долета, уведене су оперативну употребу у 2003. години. У току је даљи његов развој, у побољшану варијанту, у развоју је од 2014. године, означена са JAS 39 E/F Грипен, под називом Грипен следеће генерације (JAS 39 Грипен NG или Супер – JAS).
„Грипен“ је уведен у оперативну употребу у ратним ваздухопловствима Шведске, Чешке Републике, Мађарске и Јужноафричке Републике, а наручила га је и Тајландска краљевска авијација. За његов инострани пласман повољна околност је била та што су остали слични програми развоја једномоторних борбених авиона прекинути. То су израелски Лави, југословенски Нови авион, а индијском LCA су значајно снижени захтеви и пролонгирана динамика реализације. У таквим околностима, „Грипен“ је остао без конкуренције. Остао је сам на светском тржишту једномоторног борбеног авиона четврте генерације. Формирано је неколико партнерстава у заједничким напорима иностраног пласмана са више иностраних авионских компанија. Један пример таквих напора је „Грипен Интернатионал“, представља заједничко партнерство између Саба и британског „БАЕ системс“ формирано 2001. године, успешно су извезли „Грипена“ у Јужну Африку. Касније је та организација укинута, под оптужбом за коришћено подмићивање за обезбеђење извоза авиона.

## Одлуке и тактичко–технички–захтеви
Крајем осамдесетих година прошлог века, шведско министарство за ваздухопловне технологије (FMV-F), почело је да размишља о набавци вишенаменског борбеног авиона за дејства у свим временским условима. Намера је била да авион уђе у оперативну употребу, у шведско ваздухопловство, у првој половини последње деценије прошлог века и да замени авионе Саб 35 Сракен и 37 Вигген.
Средином осамдесетих година 20. века, шведска влада је одобрила средства за пројектну дефиницију авиона. Истовремено, индустријска група компанија Саб–сканија, Волво флугмотор, Ериксон и ФФВ аеротехна, формирала је заједничку компанију Индустрија JAS-а, са задатком израде предлога програма за развој и производњу авиона.
На основу позитивне оцене израђеног предлога, шведски парламент 6. маја 1982. године, одлучио је да се наручи 140 авиона (од којих 20 двоседа) до 2000. Одлучено је да се у функцији развоја и индустријализације произведе пет прототипова и тридесет предсеријских авиона.
У време Хладног рата, Шведска је имала специфичну дефиницију доктрине одбране земље. То је доминантно утицало на дефиницију концепције и начина употребе „Грипена“, у систему заштите и одбране територије Шведске. Шведска територија има малу оперативну дубину, близу тадашњег разграничења НАТО-а и Варшавског савеза, и делимично се граничи с морем, што је значајно уважавано при дефиницији доктрине одбране. Ове одреднице доктрине одбране земље биле су основа за тактичко–техничке–захтеве (ТТЗ) за развој овог борбеног авиона. ТТЗ је прецизирао вишенаменску употребу, једноставно одржавање и аутономију оперативне употребе у растреситом распореду стационирања авиона „Грипен“, у околини великог броја аеродрома и ауто-путева.
Циљ је био авион са двоструко мањом масом у односу на Виген, под условом да и даље има исти капацитет за ношење корисног терета и да може полетати и слетати с полуприпремљених стаза, димензија 800x9 m.
Овакви специфични захтеви утицали су на концепцију авиона у аеродинамичким решењима, конфигурацији, структури, избору мотора и положају усисника ваздуха, авионске и земаљске опреме и прилагођавању систему везе и командовања.
Путем јавног конкурса, ЈАС 39 грипен, добио је име „Грифин“ (енгл. griffin), који је символ на логу Саба.

## Развој
Уговор за развој пет прототипова и производњу тридесет предсеријских авиона, потписан је 30. јуна 1982.. Израда прототипске пројектне документације започета је 1984, а први лет првог прототипа реализован је 9. децембра 1988. године.
Швеђани су имали недовољно искуства и недовољно развијене капацитете у неким технологијама неопходним за ову генерацију авиона. Определили су се да то надокнаде кроз технолошку подршку иностраних фирми. За мотор су се ослонили на Џенерал Електрик (САД), за структуру од композита, команде лета и за стајни трап на британске фирме, првенствено на Бритиш Аероспејс (Уједињено Краљевство).
Определили су се за властиту производњу америчког мотора F404–GE–400, по лиценцној документацији. После одређених модификација, освојили су лиценцну производњу мотора, под ознаком RM 12, у фирми Волво. Мотор F404–GE–400 је при избору добио предност над француским M88, фирме Снекма (фр. Snecma). Превагнула је статистички доказана велика поузданост мотора F404–GE–400, с огромним бројем сати рада и лета на многим познатим авионима. За разлику од тога, M88 је још увек био у развоју са извесним фактором ризика.
Производња првог прототипа авиона „Грипен“, завршена је 26. априла 1987. године, поводом обележавање 50. година постојања компаније Саб. Првобитно је било планирано да он полети 1987. године, али то је одложено за 18 месеци због проблема са системом команди лета. Први прототип (серијски број 39-1), полетео је 9. децембра 1988. године, са пилот Стиг Холмстром. Лет је трајао 51 минуту. Током тога првог пробног лета, појавили су се проблеми око опреме ваздухоплова, посебно са системом електричних команди лета и пројектованој релаксираној статичкој стабилности. Овај проблем се драматично манифестовао, удесом прототипа током слетања 2. фебруара 1989. године. Пробни пилот Ларс Радестром је тада сретно прошао, само са сломљеним лактом руке. Узрок ове несреће је идентификован као растуће осцилације, изазване од померања пилотске палице, због техничких проблема електричних команди лета.
Почетни и прототипски развој се одвијао по уговореној кооперацији с Британцима. Сарадња се односила на развој и производњу структуре крила прототипова авиона од композитних материјала и системом команди лета. Команде лета су се развијале с подељеном одговорношћу. Швеђани су развијали софтвер, а Британци хардвер. Ово се у реализацији показало као лоша подела рада. Већ после неколико летова, први прототип је 2. фебруара 1989. године доживео удес због скривене грешке у софтверском делу команди лета. Губитак првог прототипа у овом удесу проузроковао је кашњење програма за око 15 месеци, колико је требало стручњацима да пронађу и отклоне грешку.
После 15 месеци одлагања, други прототип JAS 39-2 полетео је 4. маја 1990. године са новим софтвером команди лета. Затим још три прототипа, па пети и последњи је полетео 23. октобра 1991. године, а испитивање је показало да је отпор за око 10% мањи од предвиђеног, и перформансе полетања и слетања су боље од специфицираних.
Четири прототипа су се придружили започетом испитивању са првом (39-101), 4. марта 1993. године. Међутим, проблеми „Грипене“ нису били готови, 18. августа 1993. године, 39-102 се срушио током приказа у лету изнад Стокхолма, након што је пилот изгубио управљивост авиона и катапултирао се. Била је потребна даља ревизија софтвера команди лета, и то је изазвало забрану летења до 29. децембра 1993. године, до када је поуздано ажуриран софтвер команди лета.
Без обзира на тешку ситуацију у коју је програм запао са губитком два прототипа, развој „Грипена“ је коначно био завршен са позитивним резултатима испитивања у лету.
У оперативну употребу JAS 39A је уведен 1995. године, а за њим и двосед, верзија JAS 39.

## Производња
Влада Шведске је првобитно била планирала да се „Грипеном“ опреме 22 формацијске јединице, са укупно 350 примерака авиона. Прва наруџбина је бројала 204 примерака, 176 стандардних једноседа JAS 39А и 28 двоседа JAS 39B, до краја 2007, а до краја 2008. године укупно 236 примерака.
Конзорцијум под називом "Индустријски грипен JAS" је формиран између Саб-сканиа, Волво флајтмотор, Ериксон и FFV аеротехна. Предлог групе, прихваћен је у пролеће 1982. године, са потписаним уговором у јуну за развој пет прототипова, што карактеришу неке измене у односу на ранији предлог, плус предсерија од 30 авиона, са опцијом за каснијих 110.
Рад на прототипу је почео 1984. године, а завршен је почетком 1986. Праћен је техничким проблемима, повећањима трошкова и кашњења плаћања, што је довело до политичког притиска за његово поништавање и куповину страних авиона. Међутим, први прототип једноседа JAS 39А грипен, полетео је 9. децембра 1988. године, са пробним пилотом Стиг Холмстроем, с чиме су проблеми избледели. Рад на пројекту варијанте двоседа JAS 39B грипен, за прелазну и оперативну обуку, почео је 1989. године.
До тада, грешке су у великој мери исправљене. Одлучено је да је „Грипен“ вреди стрпљиво чекати, јер се лако обезбеђују многе од његових захтеваних карактеристика - и чињеницу да је то било прилично авион није повредио. У јуну 1992. године, SAB је добио зелено светло за изградњу двоседа JAS 39B. Влада је формално наручила додатних 110 „Грипена“ према предвиђеној опцији, који су захтевани да се граде на побољшаном стандарду серије 2. Нова наруџбина укључује 96 једноседа JAS 39A и 14 двоседа JAS 39B.
JAS 39B је полетео 29. септембра 1995. године, заправо је резултат модификација једног од 30 JAS 39A са производне линије серије 1. JAS 39A је достигао почетни оперативни статус у 1995. години и потпуну борбену готовост 1997. Прва испорука од 2 авиона је била у децембру 1996. године. У истом месецу је лансирана серија 3 за 64 авиона, које су сачињавали 50 једноседа JAS 39C и 14 двоседа JAS 39D
Према уговору о кооперацији, британска фирма BAE задржала је производњу стајног трапа и секције везе крило-труп као компензацију за уложено знање, искуство и пренос технологије у развој и производњу „Грипена“.
Стандарде серије 3, C и D, карактеришу повећани потисак мотора и осавремењена опрема.
Верзија JAS 39C је усклађена с стандардима НАТО-а у погледу наоружања и електронике, а обезбеђено је и допуњавање горивом у лету.
Накнадно ће се сви „Грипени“, варијанти A и B модификацијама довести на стандарде C, односно D.

## Опис авиона

### Концепција авиона
Концепција вишенаменског авиона „Грипен“ има обележје традиционалне шведске аеродинамичке школе, шема делта крило – канард (фр. canard) и тактичко-техничких захтева (ТТЗ), који произилазе из доктрине одбране њихове територије.
Швеђани су давно применили аеродинамичку шему делта крило – канард, још на своме познатом авиону 37 вигген, који је полетео 1967. године. Они, поред Француза, имају најзначајнија искуства с тим аеродинамичким решењем. То решење обезбеђује добре летне карактеристике у све три области брзина (подзвучној, крозвучној и надзвучној), што је важан услов за постизање вишенаменских карактеристика. Поред тога, равнотежни узгон на канарду се сабира са узгоном крила, што побољшава аеродинамику авиона смањујући му отпор (повећава се финеса). Аеродинамику крила употпуњава могућност обарања његове нападне ивице, на режимима лета с великим нападним углом.
Све површине за управљање авионом се померају са хидрауличким покретачима на које се преноси управљачки дигитални сигнал преко електричних команди лета (енгл. fly-by-wire), уз троструко надгледање. Подешена је уздужна статичка стабилност за изабрани режим лета без резерве стабилности (статички неутрална стабилност). На овај начин је максимално смањен потребни отклон канара за уздужно уравнотежење (тримовање) авиона. Такође је смањен отпор, а повећан узгон (побољшана је равнотежна полара), што укупно побољшава аеродинамику авиона, то јест перформансе лета. Изабраним законима управљања и система команди лета, оптимизиран је одговор авиона на изражену жељу пилота преко управљачке ручице (палице) и контролисана је динамика авиона.
Процењује се да је, због примене композитних материјала, смањена маса структуре „Грипена“ за око 25%. Композитни материјали су првенствено коришћени у структури узгонских површина. Рамењаче и окови крила су метални, а остали делови су композитни. Ове структуре су за прототипове развијене и произведене у британској фирми Бритиш Ероспејс. Коришћена је класична (старија) технологија међусобног спајања делова у склоп, помоћу елемената за везу (закивци и завртњи). Савременије је решење да се делови од композита међусобно полимеризују (укључујући и рамењаче). Полимеризацијом се међусобно везују сви елементи у јединствен склоп (Авион Рафал, Јурофајтер тајфун, Лави и Нови авион). На овај начин се постижу већи ефекти у смањењу масе структуре, али је сложенији поступак њихове оправке при оштећењу.
Авионска и земаљска опрема је модуларног типа, савремено интегрисана, с детекцијом отказа и брзом провером.
Због захтева за коришћење полуприпремљених полетно-слетних стаза, усисници су постављени високо, на бочној страни трупа авиона. Због једноставности и смањења масе усисници су фиксне геометрије.
Кабина је опремљена пилотским седиштем британске фирме Мартин Бекер 10L (енгл. Martin Baker).
Авион „Грипен“ је успешна синтеза једноставности, савремених и ефикасних давача, наоружања и респективних перформанси. Остварене су вишенаменске карактеристике, с преносом и приказом пилоту мешовитих података о тактичкој ситуацији и о ефектима вишенаменског дејства његовог авиона.

### Опрема и сензори
Сви авионски системи интегрисани су преко дигиталне магистрале података, стандардизоване као MIL–STD 1553B. Интеграција система „Грипена“ је отворене конфигурације, дозвољавајући софтверске надоградње уведене модернизацијом током времена, у циљу повећања перформанси и повећања додатне оперативне улоге и опреме. Примењен је програмски језик Ада, што је усвојено за „Грипен“ и за примарне контроле лета на завршним прототиповима од 1996. године, па надаље и за све наредне произведене авионе.
Већина података генерисаних од интегрисаних сензора и активности у кабини се дигитално снимају и меморишу, током укупног трајања мисије. Ове информације се могу позивом приказати у кабини или једноставно се преузму за детаљну анализу након мисије. „Грипен“, као и Виген, пројектован је да ради као једна компонента умрежена у националном систему одбране, који омогућава аутоматску размену информација у реалном времену између авиона „Грипен“ и командних места у подземним објектима. Грипен комбинује информације из више уграђених система, као што је рачунар ваздушних података, радарски висиномер и преко система GPS континуално израчунава његову локацију.
„Грипен“ је опремљен и вишенаменским доплерским радаром PS-05, фирме Ериксон и GEC-Маркони, који је у стању да лоцирању и идентификује циљеве на удаљености до 120 km, аутоматски прати више циљева у горњој и доњој сфери, на терену копна / мора и у ваздуху. Може водити, изван визуелних домета, у свим временским условима, водити четири ракете ваздух-ваздух (типа AIM-120 AMRAAM, MBDA MICA), истовремено на четири различита циља. Према информацијама Саб-а радар PS-05 обрађује све врсте података из домена противваздухопловне одбране, ваздух-тло и извиђање. Развијен је Марк 4 надоградњом постојећег Марк 3.
У режиму рада ваздух—ваздух, радар може да претражује на великој даљини уз истовремено праћење и прикупљање података за више циљева.
У условима блиске борбе, радар  обезбеђује брзо претраживање циљева на малим удаљеностима, а у условима борбе ван визуелног домета (енгл. Beyond Visual Range-BVR), осветљава циљ и ажурира потребне параметре за вођење ракета средњег домета.
При вођењу борбе ваздух—земља, радар  обезбеђује претраживање терена, одређивање приоритетних циљева, мапирање терена и мерење раздаљине до циља.
Цео сензорски систем за праћење и прикупљање података се састоји из два дела: радара у носу авиона (слика десно) и уређаја за осматрање на принципу инфрацрвеног зрачења (енгл. FLIR), који је смештен у подвесном контејнеру.
За вођење електронске борбе развијен је специјални систем заштите од ометања. Тај систем има ознаку EWS39 (енгл. Electronic Warfare Sistem), уграђен је у авион и с њим је софтверски интегрисан систем ометача уграђен у подвесни контејнер A100. За потребе „Грипена“ развијен је и нови, ефикаснији ометач.
Извиђачка опрема је интегрисана у посебан контејнер који се по потреби подвешава на „Грипен“.
Ако је пилот принуђен да у току лета промени одлуку о борбеној употреби авиона, а према наметнутим новим приоритетом задатка, може да изврши реконфигурацију софтвера рачунара задатака. При томе се подразумева да, ако прелази на задатак ваздух—ваздух, одбацује све терете који нису у тој функцији.

### Кабина
Команде за управљање системима авиона које су везане за брзо реаговање пилота, интегрисане су на ручицама гаса и управљања авионом. То су команде лета и команде за управљање мотором и оружјем. Ове команде су, за све време извршавања борбеног задатка, увек под једном од руку пилота, а обе руке се налазе стално на ручицама за управљање авионом и његовим мотором, систем (HOTAS енгл. hands on throtle and stick). Примарне коmande лета су компатибилне са систем (HOTAS, иако је пилотска палица постављена централно - у равни симетрије авиона. Такође, помоћу система (HOTAS управља се кабинским приказивачима и системе наоружања. Примарне команде су дигиталне електричне команде лета, са резервним механичким каналом за гас мотора.
Кабина је модерно пројектована и опремљена са три електронска широкоугаона мултифункционална LCD приказивача EP-17, 15,7 × 21 cm. Централни доњи приказивач пружа тактичке податке, постављене на компјутерски генерисаној карти, за навигацију и податке о задатку. Леви показује стање авиона и информације о електронском ратовању и десни приказивачи пружају податке о лету и циљне податке са комплета сензора. BAE систем, Саб аероспејс и јужноафрички Денел Кумулус, развили су интегрисану пилотску кацигу (HMDS), у којој је интегрисан приказивач (HMD), намењен за „Грипен“, познат као „Кобра“ и он се по захтеву уграђује на јужноафричке авионе.
Додатне функције, као што су комуникација, навигација и одлучивање о задацима подршке, могу се остварити преко предње табле за управљање, непосредно изнад централног кабинског приказивача. „Грипен“ укључује кабинске системе приказивача EP-17, да обезбеди пилоту високи ниво свести о ситуацији и да му смањи оптерећење кроз интелигентно управљање информацијама. Међутим, поседује способност фузије сензорских сигнала и базе података се комбинују, аутоматски анализирају и корисни подаци су представљени пилоту преко широког горњег приказивача, а опционо на екран кациге пилота на шлем екрана (HMDS). У варијанти двоседа, у задњој кабини се приказује независно од приказа у предњој. Швеђани сматрају да је ова способност корисна током електронског ратовање и извиђачких задатака, као и приликом обављања командне и контролне функције. У мају 2010. године, Шведска је почела опремање својих „Грипена“ са додатном плочом рачунарских система и нових кабинских приказивача.

### Погон
У периоду програмирања авиона Грипен, на располагању су била четири мотора приближне класе. То су били амерички мотори PW 1120, фирме Прат Витнеј  и F404-GE-400, фирме Џенерал Електрик, француски мотор M88, фирме Снекма  и британски RB199 фирме Ројлс-Ројлс. Сва четири мотора су, у принципу, развијани за двомоторне авионе. За једномоторне авионе морају бити подешени, првенствено с уградњом неопходних допунских агрегата.
Тактичко-технички захтеви Грипена су дефинисали његову вишенаменску борбену намену, равноправно распоређену на три врсте задатака, те је и његов мотор морао задовољити тај критеријум. За мотор вишенаменског авиона се захтева да компромисно испуни услове опречних режима лета, не нарушавајући значајније своје карактеристике.
Задаци ваздух—ваздух (борба у ваздуху) захтевају укључено допунско сагоревање, при чему је потребан велики расположив потисак уз прихватљиву потрошњу горива. Гориво треба да траје за све време вођења борбе и да га има довољно за повратак авиона у своју базу.
Задаци подршке ваздух—земља, извиђања и крстарења у зони очекивања, се изводе при режиму рада мотора без допунског сагоревања. Ти задаци се извршавају на већој удаљености од места базирања, дуго трају и за њих су неопходне прихватљиве вредности потиска, с економичном потрошњом горива. Гориво се мора штедети за прихват евентуално наметнуте борбе и за безбедан повратак у базу. Најлакша је победа непријатеља у борби у ваздуху ако се противник примора да потроши гориво, у току извршавања задатка, и да због тога мора напустити сув авион, то јест остати без горива или напустити извршавање задатка и принудан повратак у базу.
Са овом проблематиком усаглашења потрошње горива и постизања потребног расположивог потиска, у разним контрадикторним условима лета авиона, у најужој вези је управо избор мотора. У другој половини прошлог века су развијени двопроточни мотори, чији је принцип рада илустрован на слици десно на почетку овог поглавља. Од степена двопроточности зависи и ниво вишенаменске примењивости мотора.
Вођење ваздушне борбе је на режимима великих брзина и висина лета. Мотори, тих једнонаменских авиона, ловаца пресретача, намењених искључиво за те задатке, су без двопроточности. Код њих сав флуид протиче кроз централни пресек (језгро) мотора. Ови мотори имају добре карактеристике на режиму са, а лошије без допунског сагоревања. Мањи им је попречни пресек, па и чеони отпор авиона. Од разматраних мотора, у горњој табели, те услове најбоље испуњава PW 1120. Супротно томе, велика проточност погодује економичном раду на базном потиску, а то је лет на малој висини при подзвучним брзинама. Од разматраних мотора је најближи томе RB 199.
Према истраживањима и искуству, вишенаменском мотору највише одговара двопроточност {\displaystyle \mu \approx 0,5}. То значи да је количина флуида која струји око језгра мотора двоструко мања од количине флуида која струји кроз језгро.
При процени погодности мотора су важне и друге карактеристике, као што су однос потиска и масе, а пре свега поузданост, што је од доминантног значаја за укупну поузданост авиона.
Швеђани су се определили за проверен и уходан F404-GE-400, наспрам млађег и перспективнијег вишенаменског мотора M88, који је у то време био у завршној фази развоја.
Мотор F404-GE-400 је модификован и индустријализован, у лиценцној производњи, у шведској фирми Волво, у стандарду RM12. Модификацијом F404-GE-400 у стандард RM12 је повећана двопроточност за 5%, ојачана је структура за отпорност против удара птица масе до 0,5 kg, замењен је материјал турбинског кола и побољшан је уређај за допунско сагоревање за око 10%.
Влада Шведске је потписала уговор у октобру 2007. године за развој и демонстрацију појачаног мотора на Грипену, на бази побољшаног F404G, с F/A-18Е/F супер хорнета. Овај мотор има потисак од 98 kN и дигитални електронски систем управљања FADEC (енгл. Full Authority Digital Engine Control). У функцији овог развоја је изграђен авион демонстратор, који носи ознаку JAS 39NG грипен.
Сматра се да мотор RM12 има потенцијал развоја до коначних 130 kN. Варијанте JAS 39E и F тренутно су у развоју на бази употребе погона са мотором варијанте F414G. F414G може да произведе 20% већи потисак од тренутног RM12 мотора, омогућавајући „Грипену“ суперкрстарење (надзвучном брзином крстарења, без употребе накнадног сагоревања) и брзину која одговара Маховом броју од 1,1, док носи ракете ваздух-ваздух. У 2010. години, Волво Аеро су саопштили: да су у стању да даље развијају свој РМ12 мотор са бољим перформансама од F414G, тврдећи и да би развој РМ12 била јефтинија опција.

### Наоружање
Грипен је опремљен стрељачким, ракетним, бомбардерским наоружањем и извиђачком опремом за извршавање свих врста задатака, предвиђених у оквиру његове вишенаменске улоге.
У структуру авиона, уграђен је топ BK-27 маузер, калибра од 27 mm с 120 граната (на слици горе десно). Каденца (брзина паљбе) топа је 1.700 граната у минути. Цев топа се може заменити без вађења његове целине из авиона.
Подвешавање ракетног и бомбардерског наоружања, контејнера с опремом за извиђање и ометање и резервоара за гориво је обезбеђено на укупно 7 линија (спољних носача). Две су линије на крају крила, за ношење ракете ваздух—ваздух AIM-9 Сајдвајндер. Ове ракете су у свим варијантама наоружања. Може да носи оружје и гориво, масе до 3.600 kg, у разним комбинацијама, из оквира наведеног асортимана.
Највећи могући број примерака, сваког појединог средства, у било којој могућој комбинацији подвешавања. 
- 6 ×  ( сајдвајндер) или Rb 98 (IRIS-T)
- 6 ×  или
- 4 x  (Скајфлеш или Метеор)
- 4 x  (AGM-65 Маверик)
- 2 x .350 (пројектил Таурус)
- 4 x ласерски воћена бомба
- 4 x ракетна спремника (енгл. rocket pods) 13,5 cm.
- 2 x  Против бродски пројектил
- 2 x  Кластер бомбе
- 8 x бомбе (Mark 82)
- 1 x   контејнер са опремом за извиђање и ометање
- 1 x резервоар с горивом[3][52]

Планер контејнер (с крилима) BK-90 је намењен за дисперсију суб-муниције. Димензије су му: дужина 3,5 m, размах крила 1 m, ширина трупа 0,63 m и маса 600 kg.
При одбацивању на висини лета од 50 m и брзини адекватној M = 0,9, долет му је 10 km. Дисперсијом суб-муниције се оствари дејство по површини тла, елиптичног облика, ширине 250 m и дужине 400 m. Такво дејство је веома ефикасно против живе силе.
Ракетно средство Таурус је моћно оружје, масе 1.400 kg и оперативног долета 500 km на висини лета 50–60 m. Ово средство има аутономно управљање и навигацију.

## Варијанте
- JAS 39A – почетна верзија која је уведена у оперативну употребу 1996. године, чији је одређен број надограђен у стандард JAS 39C.[56]
- JAS 39B – верзија двоседа од JAS 39A за обуку итренажу.[5] За уклапање друге кабине и потребног простора другом члану посаде, уклоњен је унутрашњи резервоар горива и структура трупа је продужен за 0,66 m.[57]
- JAS 39C – NATO-компатибилна верзија „Грипена“, са проширеним могућностима у погледу наоружања, електронике, итд. Може се пунити горивом у лету.[58]
- JAS 39D – верзија двоседа од JAS 39C, са сличним променама као за JAS 39B.[58]
- Gripen NG – побољшана верзија, пратећи грипен демо, користећи технологије тога демонстратора.[59] Промене су JAS 39C/D укључујући моћнији мотор F414G, Равен ES-05 AESA радар, повећан капацитет горива и носивост терета, два додатна спољна носача, и друга побољшања.[53][60] Поред повећања габарита авиона и повећања потиска мотора (98 kN), надограђена је опрема, модификован је стајни трап, а уведена су и друга побољшања. Максимална маса при полетању је повећана на 16.000 kg. С обзиром на повећање количине горива, долет је такође повећан на 4.070 km.[10]
- JAS 39E – Верзија једноседа, развијена на бази програма Грипен NG. Шведска је уговорила варијанту, са Бразилом, а првобитно, понудила Швајцарској.[61][62][63][64]
- JAS 39F – Предложена верзија двоседа, варијанте JAS 39E. Бразил је наручио осам примерака,[64][65] да се развије и да се тамо склапа.[66]
- Морнарички „Грипен“ – предлог се заснива на подешавању варијанте Gripen NG.[67][68]
- Грипен UCAV – предложена борбена беспилотна летелица, на бази авиона „Грипен“.[69]

## Карактеристике
Разлика у карактеристикама једноседа и двоседа „Грипена“, у почетном и у побољшаном стандарду, је приказана у наредној табели.

## Оперативна употреба
- Шведска – Испуњењем специфичних тактичко–техничких–захтева, „Грипен“ је оспособљен за базирање и употребу у појединачном распореду (изван већих база), користећи полу-припремљене полетно–слетне стазе и делове ауто-путева. Ту му аутономију омогућују остварене експлоатационе карактеристике, једноставна припрема за лет, кратко време рада на одржавању и са коришћењем једноставне земаљске опреме. Припрема за борбено полетање је с једним авио–механичарем и са петорицом специјалиста, у потребном времену трајања до 10 минута. Ово је једна од кључних оперативних карактеристика, сматра се значајном предношћу, с којом се смањује рањивост авиона као појединачног циља. С овом карактеристиком се повећава борбено напрезање авиона, а с тиме и укупна ефикасност ваздухопловства. У доктрини одбране Шведске је приоритетан задатак одбране од агресије из ваздуха. У том систему је предвиђено да „Грипени“ имају најважнију улогу, с распоредом на 25 већих и на 50 мањих база, као и на већем броју појединачних локација базирања, поред ауто-путева и цивилних аеродрома у Шведској.[9]

Посебан квалитет ефикасности „Грипена“, у задацима одбране, је његова интеграција у систему везе за размену података, с ознаком CDL 39. Овај систем обезбеђује размену података у реалном времену, између свих многобројних подсистема интегрисаних у противваздухопловној одбрани и систему извиђања, обавештавања и јављања. Сигнали (подаци) сензора с авиона (радар, FLIR, извиђачка опрема итд.) се размењују као и подаци система Авакса у реалном времену, преко канала заштићених од прислушкивања и ометања. Истовремено су ти подаци присутни на командним местима и у оперативним центрима. Домет ових сигнала је, између два релеја, до 500 km.
„Грипен“ може имати и функцију командног авиона, помоћу везе за размену података, при чему има увид у ситуацију на авионима пратиоцима, на њихову опрему и оружје. Може чак преузети и управљање с појединим њиховим оружјем, које је за то подешено. Он је један од првих авиона на свету интегрисан у систем противваздухопловне одбране преко везе за размену података, на овом технолошком нивоу.
Шведско ваздухопловство је првобитно наручило 204 авиона, укључујући и 28 двоседа. Изнајмили су Чесима и Мађарима 28 авиона, а у својој оперативној употреби поседују 134 авиона JAS 39 (13 JAS 39B, 60 JAS 39C и 11 JAS 39D), у јануару 2013. године. Прва испорука је била авиона № 39102, 8. јуна 1993. године, а последњи је предат 13. децембра 1996.
Шведски парламент је одобрио, 29. марта 2011. године, своме ваздухопловству тромесечни распоред и учешће у подршци мандата Уједињених нација о забрани лета у ваздушном простору Либије. Одлука се односила на распоређивање осам „Грипена“, десет пилота и друго особље, почетком 2. априла до 8. јуна 2011. године, затим је продужен распоред од пет од „Грипена“. До октобра 2011. године, „Грипени“ су направили више од 650 борбених мисија, скоро 2.000 сати лета, а поднето је команди НАТО око 2.000 извиђачких извештаја.
Шведско ваздухопловство је закључило, 2012. године, да ће тадашња верзија „Грипена“ бити застарела за борбене задатке ваздух-ваздух до 2020. године, са бројем примерака колико је процењено да буде минимум за одбрану шведског ваздушног простора. Закључили су да је неопходно надоградити 60-80 „Грипена“ на стандард E/F, до 2020. године.
Шведска влада је, 25. августа 2012. године, одлучила да се 40-60 авиона JAS 39 E/F уведе у оперативну употребу од 2023. године. Накнадно је одлучено 11. децембра 2012. године, да се купе 40 до 60 примерака JAS 39 E/F, али са опцијом да се та одлука поништи уколико се најмање 20 авиона не продају иностранству. Коначно је влада одобрила куповину 60 JAS 39 E, 17. јануара 2013. године, са испорукама од 2018. до 2027. године. Касније је влада потврдила да могу још наручити 10 „Грипена“.
Оригинални 60 примерака JAS 39C су се накнадно унапредили на ниво E до 2023. године, али је ревидирана стратегија примене у Шведској, што је усвојо у јуну 2014. године, по којој је захтевано за све „Грипене“ да буду у стандарду „Е“, као да су новоизграђени. Ова промена ће ослободити шведске авионе „Грипене C“ за лизинг потенцијалним купцима. Један од првих корисника, по овом моделу, вероватно ће бити Бразил, који има хитну потребу за ловце и већ је одабрао „Грипен Е“. Шведско ваздухопловство је, 19. марта 2015. године, је коначно примило последњи примерак авиона JAS 39C (последњи примљени је № 39294). 
- Чешка Република – Када је Чешка постала чланица НАТО-а, 1999. године, наметнула се потреба за заменом ловачке авијације совјетског порекла (МиГ-21), са авионима по стандардима који одговарају НАТО. У 2000. години, Чешка је почела са оцењивањем великог броја авиона, укључујући F-16, F/A-18, Мираж 2000, Јурофајтер тајфун и „Грипен“. Један од основних услова набавке је споразум о индустријској сарадњи укључивање властитих капацитета, постављене на основе од 150% од очекиване набавне вредности.[86] У децембру 2001. године, чешка влада је објавила да је изабран „Грипен“.[87] У 2002. години, договор је одложен до кончања парламентарних избора; алтернативна средства за противваздушну одбрану и проучавање је усвојено преузимање авиона на лизинг.[88]

Најављено је 14. јуна 2004. године да ће Чешка закупити 14 авиона „Грипен“, модификованим у складу са НАТО стандардима. Споразум укључује и обуку чешких пилота и техничара у Шведској. Првих шест авиона су достављени 18. априла 2005. године, под закуп у договореном периоду од 10 година по цени од 780 милиона €. Закупљена су 14 „Грипена“ из шведског ваздухопловства и то 12 једноседа и два двоседа JAS 39D. Овај закуп је временски продужен на рок од 14 година, до 2029. године. Изнајмљени авиони ће такође проћи кроз обиман процес модернизације. Уговор о закупу има опцију промене рока коришћења ловца, што је отворено.
У новембру 2014. године, Чешка се влада одлучила за закуп још шест „Грипена“ због погоршања односа Русије са Западом. Недавно су одлучили да унапреди своју ловачку флоту авиона конфигурацијом МС 20.
- Мађарска – После Мађарског приступа чланству у НАТО 1999. године, било је неколико предлога да се постигне компатибилност са њиховим ваздухопловством. Значајна пажња је била у проучавању опције половних одговарајућих авиона као и модификовање поседованих ловаца МиГ-29. У 2001. години, Мађарска је добила неколико понуда за нове и половне авионе из разних земаља, укључујући Шведску, Белгију, Израел, Турску и Сједињених Држава.[96] Иако је мађарска влада првобитно намеравала да набави F-16, у новембру 2001. је ступила у процес преговарања о закупу 12 авиона „Грипен“, на рок од 10 година, уз опцију за њихову куповину на крају периода закупа.[97]

| |  |
| „Грипен“ Мађарског ваздухопловства, на стајанци Аеродрома Батајница, у оквиру аеромитинга, 13. септембра 2009. |  |

Као део аранжмана набавке, Саб је понудио уговор са контра испорукама у вредности од 110 одсто трошкова од 14 ловаца. У почетку, Мађарска је планирала да узме у закуп неколико авиона из серије II. Међутим, постојећа инфраструктура мађарских аеродрома је имала одређена ограничења за пуњење горивом и компатибилност за опслуживање наоружања изазвало је мађарску резерву. Усаглашени уговор је потписан 2. фебруара 2003. године, за 14 „Грипена“, који су првобитно били у стандарду „A/B“, па су подвргнути надоградњи у извозни „Грипен“ „C/D“, по НАТО стандардима. Последња испорука авиона је била у децембру 2007. године.
- Јужна Африка – Јужна Африка је потписала уговор, 1999. године, за набавку 26 „Грипена“ у стандарду „C/D“, са захтевима мањих модификација.[58] Испоруке Јужној Африци почеле су у априлу 2008. године.[101] До априла 2011. године, 18 авиона (девет двоседа и девет једноседа) је испоручено.[102] Иако је било у плану успостављање школе за обуку у ваздухопловној бази у Јужној Африци за „Грипена“, у јулу 2013. године, Саб је искључио ту могућност због недостатка локалне подршке и Тајланд је постао алтернатива локација у разматрању као ваздухопловна база у Чешкој.[103]

Између априла 2013. и децембра 2013. године, Јужноафриканци у демонтирали организацију одржавања флоте „Грипена“, пошто је уговорена подршка Саба истекла. Овај аранжман је довео до страха да проширене операције неће бити могуће због недостатка адекватног одржавања. У децембру 2013. године, Јужноафричком ваздухопловству је Саб понудио уговор за дугорочну техничку подршку са предузећем за одржавање и услуге подршке 26 „Грипена“ до краја 2016. године. Дана 13. марта 2013. године, јужноафрички министар одбране је изјавио да „скоро половина јужноафричких Грипена“ су „приземљени“ због недовољног буџета да их задрже у летачкој оперативи. У септембру 2013. године, Јужноафричко ваздухопловство је одлучило да не оставља одређен број својих „Грипена“ изван оперативе, на дуже време, уместо да лете сви 26 примерака авиона ротираће се између сви одређено време у краткорочном складиштењу. Говорећи у септембру 2013. године, бригадни генерал Џон Баине потврдио је да „Грипен“ у Јужноафричком ваздухопловству нема интензивне одбрамбене задатке, пошто њихова земља није суочена са никаквим војним претњама.
- Тајланд – Парламент Тајланда је у 2007. години одобрио ратном ваздухопловству буџет до 1,1 милијарду УСА $, за замену постојеће ловачке флоте Нортроп F-5.[108] У фебруару 2008. године, Тајландско ваздухопловство је уговорило шест „Грипена“ (два једноседа стандарда „C“ и четири двоседа, стандарда „D“). Испорука је почела у 2011. години.[109] Ових шест авиона су испоручени 22. фебруара 2011. године.[110] Тајланд је уговорио још шест „Грипена“, у стандарду „C“, у новембру 2010. године, испорука је почела у 2013. години.[111] За очекивати је да Тајланд на крају уговори чак 40 „Грипена“.[112]

Саб је испоручио три „Грипена“ у априлу 2013. године, а још три у септембру исте године. У септембру 2013. године, ваздухопловство Тајландско ваздухопловство је саопштили да су заинтересовани за опунску куповину још шест авиона, у блиској будућности, чекају одобрење владе. Тајландски врховни командант генерал Танасак Патимапрагорн је изјавио да авијација намерава укључити флоту „Грипена“ у информациони системи и да се тако интегрише са системима копнене војске и морнарице. На нивоу укупних оружаних снага је званично увезан „Грипен“ у интегрисани систем ваздушне одбране у току 2014. године.
- Уједињено Краљевство – Пилотски школски цента (ETPS) у Великој Британији користи „Грипен“ за савремену брзу обуку пробних пилота од 1999. године.[115] За ову намену су преузели стандард двоседа „D“.[116]

## Корисници
| - Шведска – „Грипени“ су у оперативној употреби од 1995. у Шведском ратном ваздухопловству, које тренутно располаже са: 204 примерка, од којих су 28 двоседа а 138 су једноседи JAS 39 А. Швеђани су дали у закуп неколико „Грипена“ двоседа купцима из Чешке Републике и Мађарске. У 2007. поручено је за Шведско ратно ваздухопловство 100 грипена. - Мађарска} – Закупили су 14 „Грипена“, стандарда „C“ и два двоседа, стандарда „D“. - Чешка Република – Закупили су 14 „Грипена“, од чега су два двоседа. - Јужноафричка Република – Испоручено им је 28 „Грипена“ до 2008. године. - Тајланд – Набавили су 12 „Грипена“, 8 једноседа типа „C“ и 4 двоседа типа „D“. - Уједињено Краљевство – Користе се у центру за обуку пробних пилота. - – Бразил - Бразил је купио верзију JAS 39 Е | JAS 39 у свету. ——— Тренутна употреба, ——–Уговорена употреба, |

## Упоредиви авиони
| - Миг-29 - F/А-18 хорнет - F/A-18Е/F Супер Хорнет - Ченгду J-10 - Мираж 2000 | - F-16 фајтинг фалкон - Авион рафал - Јурофајтер тајфун - Лави - Нови авион |